# Megacerops
Megacerops ist eine ausgestorbene Säugetier-Gattung aus der Familie der Brontotheriidae, welche zu den entfernten Verwandten der modernen Pferde zählt. Die Gattung ist durch zahlreiche Fossilfunde ausschließlich aus Nordamerika belegt, die dem späten Eozän vor 38 bis 34 Millionen Jahren zugewiesen werden. Heutige anerkannte Arten sind M. coloradensis und M. kuwagatarhinus. Megacerops zählt zu den größten Vertretern der Brontotherien überhaupt, seine systematische  Zuweisung innerhalb der Familie besitzt eine lange forschungsgeschichtliche Kontroverse, die zahlreiche Synonyme beinhaltet (Allops, Brontops, Brontotherium, Menodus, Menops, Oreinotherium, Titanops, Titanotherium).

## Merkmale
Megacerops war einer der größten bekannten Vertreter der Brontotheriidae und ist durch zahlreiche, zum Teil vollständige Skelette überliefert. Es erreichte ähnliche Maße wie Embolotherium und Gnathotitan, alle drei Gattungen sind in ihrer Körpergröße vergleichbar mit den größten heutigen Nashörnern. Der größte Vertreter war M. coloradensis, der eine Schulterhöhe von 2,5 m erreichte und Berechnungen zufolge zwischen 1,9 und 3,3 t wog, allerdings gab es mit M. kuwagatarhinus auch eine etwas kleinere Art. Charakterisiert war das Tier durch einen kräftigen Körper mit kurzen und massigen Beinen sowie einen langen Schädel, dem markante Hornbildungen entsprangen.

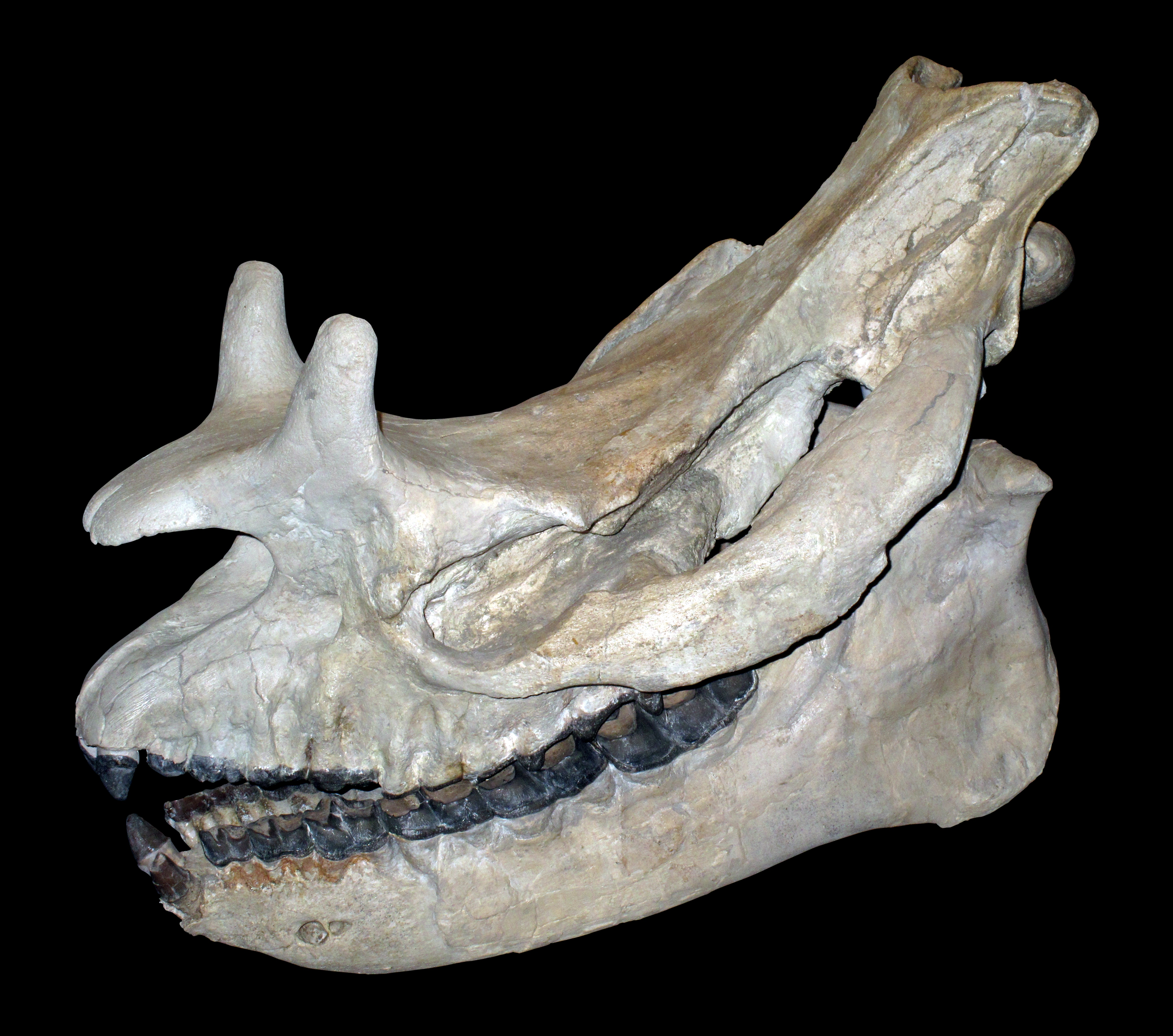
Schädel von Megacerops

Der Schädel hatte eine sehr langgestreckte Form und erreichte 62 bis 81 cm Länge. Seitlich ragten die Jochbeine sehr weit auseinander, der größte Abstand lag bei 67 cm. Das Stirnbein wies eine für Brontotherien charakteristische Sattelung auf, die durch das lang herausgezogene und dadurch spitzwinklig geformte Hinterhauptsbein mit verursacht wurde, allerdings besaßen einzelne Tiere auch eine leichte Aufwölbung auf der Stirn. Das Hinterhauptsbein war zudem äußerst massiv gebaut. Die Orbita befand sich oberhalb des ersten Molar und dadurch im Vergleich zu anderen Brontotherien recht weit vorn. Kennzeichnend für zahlreiche stammesgeschichtlich moderne Brontotherien waren die Hornbildungen über der Schnauzenregion, die aus Auswüchsen des hinteren Nasenbeins bestanden und vom vorderen Stirnbein bedeckt oder überzogen waren; sie unterschieden sich so von den Hornbildungen aus Hornsubstanz oder Keratin der späteren Huftiere. Bei Megacerops konnten diese Hörner sehr variabel gestaltet und unterschiedlich lang sein, waren aber generell paarig vorhanden. Dabei ragten diese Hörner steil auf oder waren deutlich nach vorn gerichtet. Zudem gab es sowohl einzelnstehende Hörner als auch solche durch eine basale Knochenleiste miteinander verwachsene. Weiterhin traten lange, stumpfe Hörner auf, die teils auch am oberen Ende Y-förmig gegabelt waren. Andere Megacerops-Vertreter wiesen auch nur vereinzelt leichte Erhebungen anstatt kräftiger Hörner auf. Der restliche vordere Bereich des Nasenbeins war weiterhin meist sehr kurz und lag über dem Mittelkieferknochen, der Naseninnenraum war durch die kurze Ausprägung des Nasenbeins eher klein gestaltet.
Der massive Unterkiefer wurde bis zu 72 cm lang. Charakteristisch war ein nur kaum reduziertes Vordergebiss mit einer verringerten Anzahl von Schneidezähnen. Dieses moderne Merkmal ist unter den bisher bekannten Brontotherien nur bei wenigen Vertretern bekannt, zu denen etwa Parvicornus oder Dianotitan gehören. Die eher klein gestalteten und kugelförmigen Schneidezähne tendierten bei Megacerops jedoch dazu, bei erwachsenen Tieren schon sehr früh auszufallen. Die Zahnformel lautete dementsprechend {\displaystyle {\frac {2.1.4.3}{2.1.4.3}}}. Ein weiteres kennzeichnendes Merkmal des Gebisses war das fehlende Diastema zwischen dem großen und konisch gestalteten Eckzahn und dem hinteren Gebiss. Die Prämolaren wiederum wiesen eine deutlich molarisierte Form auf und ähnelten dadurch den hinteren Backenzähnen. Insgesamt waren die Backenzähne niederkronig (brachyodont) und besaßen auf den oberen Molaren W-förmig gefaltete Zahnschmelzschlingen, die ein typisches Kennzeichen für Brontotherien waren. Der hinterste und größte Backenzahn erreichte mehr als 6 cm Länge.
Im Gegensatz zu der häufig nashornähnlichen Rekonstruktion des Körpers und der Gliedmaßen von Megacerops und anderer stammesgeschichtlich jüngerer Brontotherien, besaßen diese jedoch charakteristische Abweichungen. Die Vorderbeine waren massiv und lang, der Oberarmknochen erreichte bis zu 61 cm, der Radius bis zu 51 cm Länge. Einen von den Nashörnern deutlich abweichenden Bau hatte das Kniegelenk, welches bei Megacerops nicht so markant asymmetrisch war, wie bei den heutigen Nashörnern, deren innere Gelenkrolle am unteren Ende des Oberschenkelknochens deutlich größer ist als die äußere. Megacerops hatte dagegen eine nur leicht größere äußere Gelenkrolle und eine kleinere innere, in diesem Merkmal ähnelt es eher den Rüsseltieren oder Chalicotherien. Auch die Hinterbeine wichen von denen der Nashörner ab und zeigten in ihrer Stellung ebenfalls Übereinstimmungen zu denen der Rüsseltiere, was möglicherweise Differenzen im Gang zwischen den Nashörnern und Brontotherien verursachte. Der massive Oberschenkelknochen wurde dabei bis zu 81 cm, das Schienbein nur etwa 45 cm lang. Wie bei allen frühen Unpaarhufern endeten die Vorderbeine in vier (Metacarpus II bis V), die Hinterbeine in drei Strahlen (Metatarsus II bis IV). Die Hauptachse verlief dabei jeweils durch den dritten Strahl, wobei der dritte Mittelhandknochen 23 cm und der dritte Mittelfußknochen 20 cm Länge erreichte.

## Fundstellen
Funde von Megacerops datieren weitgehend ins Obere Eozän und entstammen der Chadron-Formation (auch als Titanotherium beds bekannt) im Einzugsgebiet des White River im Mittleren Westen Nordamerikas. Die Gesteinseinheit gehört der White-River-Gruppe an, deren wichtigsten Aufschlüsse in den White River Badlands von South Dakota liegen. Das umfangreichste Material, das zahlreiche Schädel und zum Teil vollständige Skelette umfasst und rund 150 Individuen zugewiesen werden kann, wurde zum Großteil während mehrerer Expeditionen zwischen 1874 und 1886 nach Nebraska und South Dakota sowie Colorado entdeckt. Diese Funde werden heute weitgehend der riesigen Art M. coloradensis zugeordnet. Weitere Funde ebenfalls aus dem Einzugsgebiet des White River stammen vom Capitol Rock im Carter County in Montana, die in einem festen, grünlich gefärbten Sandstein gefunden wurden und einen Schädel mit Zähnen umfassen, die der kleineren Art M. kuwagatarhinus mit charakteristisch gegabelten Hörnern angehören. Dieser werden auch zwei Schädel und Einzelfunde aus dem Hunter Quarry im kanadischen Saskatchewan hinzugerechnet.

## Paläobiologie

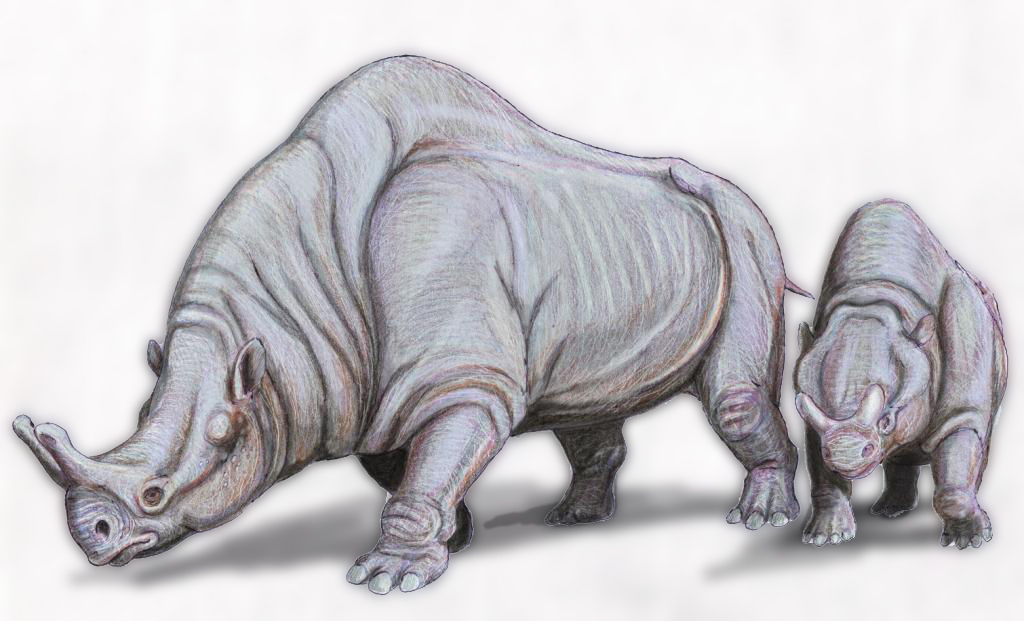
Lebendrekonstruktion von Megacerops

Die häufig nashornartige Darstellung der Brontotherien allgemein, und von Megacerops speziell, bedarf nach neueren Untersuchungen einiger Detailveränderungen. Die Rekonstruktion des Bewegungsapparates gibt Rückschlüsse auf eine etwas anders geartete Fortbewegungsweise von Megacerops, da die den Rüsseltieren ähnlich gebauten Hinterbeine vermuten lassen, dass das Tier nicht in einen schnellen Galopp wie die heutigen Nashörner verfallen konnten, sondern den heutigen Elefanten gleich eher einen schnellen Lauf als extremste Fortbewegungsart nutzte.
Megacerops bevorzugte neueren Analysen zufolge dicht bewaldete Gebiete mit hoher Luftfeuchtigkeit. Aufgrund der niedrigen Zahnkronen mit selenodont (mondsichelförmig) gestalteten Kauflächen wird von einer Spezialisierung auf weiche Pflanzenkost ausgegangen, die von niedrig wachsenden Pflanzen gezupft wurde. Dies wird sowohl durch Abschliffspuren auf den Zahnkronen als auch durch Isotopenuntersuchungen an den Backenzähnen bestätigt; beide Untersuchungen geben an, dass keine gemischte Pflanzenkost aufgenommen wurde. Weiterhin wird aufgrund der Analysen von einer größeren Abhängigkeit von Wasser ausgegangen, was auf die Art der Verdauung als Enddarmfermentierer ähnlich den heute noch lebenden Nashörnern und Pferden zurückgeführt wird.
Die unterschiedlich stark ausgeprägten und teils variantenreichen und Interpretationen zufolge wohl von einer dünnen Hautschicht überdeckten Hornbildungen werden heute als Sexualdimorphismus angesehen. Dabei besaßen kleinere Tiere weniger ausgeprägte und niedrigere Hörner als größere Individuen, dafür aber ein längeres Nasenbein. Ebenso zeigen sich Unterschiede in den Muskelansatzmarken an den Jochbeinen, die bei männlichen Tieren deutlich massiver ausfallen. Über ein mögliches Herdenleben von Megacerops ist wenig bekannt, allerdings weisen verheilte Rippenverletzungen möglicherweise auf Rivalenkämpfe unter männlichen Artgenossen hin. Die Tiere besaßen im ausgewachsenen Zustand höchstwahrscheinlich keine natürlichen Feinde.

## Systematik
Megacerops ist eine Gattung aus der Familie der Brontotheriidae (ursprünglich Titanotheriidae). Aufgrund des Zahnbaus werden diese in die Nähe der heutigen Pferde gestellt. Innerhalb der Brontotherien ist Megacerops Mitglied der Unterfamilie der Brontotheriinae und der Zwischentribus der Brontotheriita, die wiederum zur Tribus der Brontotheriini gehört. Ursprünglich wurde die Tribus von Bryn J. Mader als Unterfamilie der Telmatheriinae geführt und enthielt alle nordamerikanischen Brontotherien, die über ausgeprägte Hornansätze verfügten. In einer späteren Untersuchung benannte er diese aber in Brontotheriinae um. Matthew C. Mihlbachler setzte diese Unterfamilie 2008 auf den Rang der Tribus und trennte mit den Brontotheriita die nordamerikanischen Brontotherien mit ausgebildeten paarigen Hörnern ab. Diese Zwischentribus steht den Embolotheriita mit Embolotherium gegenüber, welche die eurasischen Formen umfassen und die in der Regel nur ein singuläres, teilweise als Rammbock ausgebildetes Horn aufweisen.
Zahlreiche Arten wurden beschrieben, gültig sind folgende:
- M. coloradensis Leidy, 1870b
- M. kuwagatarhinus Mader & Alexander, 1995

Die forschungsgeschichtlich sehr früh beschriebenen einzelnen Arten und Gattungen großer und modern wirkender Brontotherien-Vertreter Nordamerikas werden heute weitgehend synonym zu M. coloradensis angesehen, lediglich das kleinere und später definierte M. kuwagatarhinus wird als weitere eigenständige Art geführt. Es trug paarige Hörner, die an den Enden Y-förmig aufgespalten waren.

## Forschungsgeschichte

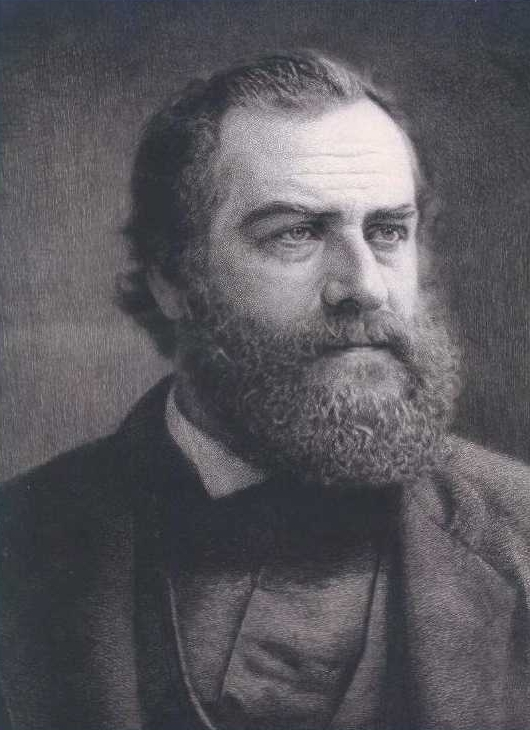
Joseph Leidy

Die genaue systematische Einordnung von Megacerops hat eine lange und kontroverse Geschichte, die frühesten bekannten Funde stammen aus der ersten Hälfte des 19. Jahrhunderts. Hiram A. Prout erhielt 1840 ein Unterkieferfragment mit mehreren riesigen Zähnen von einem befreundeten Vertreter der American Fur Company. Die Company hatte zuvor einen Handelsweg durch die White River Badlands und entlang des White River im heutigen South Dakota eröffnet; die Fossilien waren von Mitarbeitern des Unternehmens in Aufschlüssen dort gesammelt worden. Prout verwies den Unterkiefer in einem 1846 veröffentlichten, kurzen Bericht aufgrund von Ähnlichkeiten im Zahnbau zu Palaeotherium. Dieser eigentlich recht kleine Angehörige der heute ausgestorbenen Pferdeartigen musste Prouts Meinung nach und gemäß der vorliegenden Zähne aber in diesem Fall riesige Ausmaße besessen haben. Im Jahr darauf beschrieb er den Unterkiefer in einer weiteren Publikation genauer.
Weitere Funde der American Fur Company aus dem Bereich des White River wurden an Joseph Leidy geschickt. Er fasste diese in einem Bericht im Jahr 1852 ebenfalls als zu Palaeotherium gehörig auf, aufgrund ihrer enormen Größe wählte er aber – eher beiläufig – den Namen Titanotherium. Doch nur wenige Jahre zuvor, 1849, hatte der französische Paläontologe Auguste Pomel anhand von Prouts Unterkiefer die heute ungültige Bezeichnung Menodus, genauer Menodus giganteum, eingeführt. Der Unterkiefer und somit Holotyp von Menodus galt noch im selben Jahr als bei einem Stadtbrand in St. Louis verloren gegangen; er tauchte aber 1957 im United States National Museum wieder auf. Mit Megacerops (später teilweise auch als Megaceratops geführt) kreierte Joseph Leidy 1870 eine Bezeichnung, die er für einen aus Colorado stammenden fragmentierten Vorderschädel mit erhaltenen Hörnern erstmals verwendete. Den Namen Brontotherium führte Othniel Charles Marsh drei Jahre später, 1873, unter Bezug auf drei Individuen aus dem Naturkundlichen Museum der Yale University ein. Fast 15 Jahre später beschrieb Marsh mit Brontops, Titanops, Menops und Allops vier weitere Gattungen, die sich weitgehend in der Form der Hörner unterschieden; das zugrunde liegende Material stammte von den Bergungen aus der zweiten Hälfte des 19. Jahrhunderts, die zum Großteil von John Bell Hatcher durchgeführt wurden.
Im Verlauf des 20. Jahrhunderts wurden ein Großteil dieser unterschiedlich beschriebenen Gattungen und Arten synonymisiert, so dass letztendlich nur Megacerops, Brontops und Menops anerkannt blieben. Dabei charakterisierte sich Megacerops durch lang gestaltete, steil aufragende, Brontops durch ähnliche, aber flacher ansetzende und Menops dagegen durch eher kurze Hornbildungen. Matthew C. Mihlbachler vereinigte 2004 allerdings die verbliebenen Gattungen unter dem Gattungsnamen Megacerops und verwies die unterschiedlichen Horngestaltungen Großteils zu Variationen einer Form (mit Ausnahme von M. kuwagatarhinus), die teilweise durch Sexualdimorphismus hervorgerufen wurden. Der von Leidy erstmals benutzte Name Megacerops leitet sich dabei aus der griechischen Sprache ab und bedeutet μέγα (mega „groß“), κέρας (kéras „Horn“) und ὤψ (ōps „Gesicht“ oder „Antlitz“) und bezieht sich auf die Hornbildungen auf der Schnauze.